# Micropisthodon ochraceus
Genre
Espèce
Statut de conservation UICN

 LC  : Préoccupation mineure
Micropisthodon ochraceus, unique représentant du genre Micropisthodon, est une espèce de serpents de la famille des Lamprophiidae.

## Répartition
Cette espèce est endémique de Madagascar.

## Description
L'holotype de Micropisthodon ochraceus mesure 687 mm dont 260 mm pour la queue. Cette espèce a le corps brun ocre clair tacheté de sombre. Les côtés de sa tête présentent deux traits noirs convergeant vers la nuque mais sans se réunir nettement.

## Étymologie
Le genre Micropisthodon, du grec ancien , mikros, « petit », ὄπισθεν, opisthen, « derrière », et ὀδούς, odoús, « dent », lui a été donné en référence la petite taille des dents maxillaires postérieures.
Son nom d'espèce, dérivé du latin ochra, « ocre », lui a été donné en référence à sa couleur.

## Publication originale
- Mocquard, 1894 : Reptiles nouveaux ou insuffisamment connus de Madagascar. Compte-Rendu Sommaire des Séances de la Société philomathique de Paris, sér. 8, vol. 6, no 17, p. 1-10 (texte intégral).